# Vương Ông Tu
Vương Ông Tu (chữ Hán: 王翁須; ? - 91 TCN), cũng gọi Điệu hậu (悼后) hay Sử hoàng tôn Vương phu nhân (史皇孙王夫人), là phu nhân của Điệu hoàng khảo Lưu Tiến và là sinh mẫu của Hán Tuyên Đế Lưu Tuân.

## Cuộc đời

### Thuở thiếu thời
Điệu hậu Vương thị, xuất thân bình dân, người huyện Quảng Vọng, Trác quận (广望涿郡; nay là huyện Lễ, Bảo Định, tỉnh Hà Bắc). Mẹ bà Vương Ẩu (王媼) vốn là người huyện Lễ Ngô, tái giá lấy người ở Quảng Vọng là Vương Ti Thủy (王虒始), sinh hạ Vương Vô Cố (王无故), Vương Vũ (王武) cùng một con gái, chính là Điệu hậu Vương Ông Tu.
Khi Vương Ông Tu tầm 8 tuổi, bà đến sống và học ca vũ trong phủ của Lưu Trọng Khanh (劉仲卿) - con trai Quảng Vọng Tiết hầu Lưu Trung (劉忠) và là cháu nội của Trung Sơn Tĩnh vương Lưu Thắng. Khi ấy nhìn Ông Tu có tư sắc, Trọng Khanh nói với Vương Ti Thủy rằng:"Ông đem Ông Tu cho ta nuôi, ta sẽ giáo dục nó tử tế thành nhân". Vương Ẩu còn vì con gái mà làm vài bộ quần áo đơn sơ. Từ khi đến nhà Lưu Trọng Khanh, cứ mỗi hè thì Ông Tu được quay về để lấy thêm đồ vật, quần áo tùy theo mùa. Khoảng 4-5 năm sau, Vương Ông Tu nói với mẹ:"Lưu Trọng Khanh muốn bán con cho một người Hàm Đan là Giả Trường Nhi làm Ca vũ nữ!", vì thế hai mẹ con bèn đào tẩu.
Đến hương Bình, người của Lưu Trọng Khanh tìm hai mẹ con quá gắt, Vương Ẩu bèn đem Ông Tu về, nói với Trọng Khanh rằng:"Con gái ta đến nhà của ngài, chưa từng làm tệ hại, sao lại đem con của ta đi bán chứ?!", Trọng Khanh bèn nói:"Không phải như bà nghĩ đâu!". Vài ngày sau đó, xe ngựa của Giả Trường Nhi đến đón, Vương Ông Tu muốn từ biệt cha mẹ, khóc lóc hồi lâu, Vương Ẩu bèn nói:"Hay là nhà ta đi cáo trạng đi?!", nhưng Ông Tu nói:"Mẹ hãy thuận theo tự nhiên đi, ở đây cáo trạng cũng vô ích". Sau đó, Vương Ẩu cùng Vương Ti Thủy về nhà gói gém đồ đạc, cứ bám theo con gái đến Trung Sơn. Khi đó Vương Ông Tu cùng 5 Ca vũ nữ khác ở trọ tại cùng 1 quán, thế là Vương Ẩu cũng bầu bạn với con gái 1 đêm. Ngày hôm sau, Vương Ti Thủy thay Vương Ẩu chăm sóc Ông Tu, còn bà về nhà bán nốt vài món đồ để đi theo con gái đến Hàm Đan, nhưng gặp Vương Ti Thủy trở về nói:"Ông Tu đã đi, ta không đủ lộ phí, bèn trở về!". Từ đó, Vương Ông Tu cùng gia đình bặt vô âm tín.

### Làm dâu nhà Hán
Khi đến Hàm Đan, Vương Ông Tu cùng 5 Ca vũ nữ khác được Giả Trường Nhi dạy dỗ nghiêm khắc Ca vũ. Khoảng năm Thiên Hán (100 TCN - 97 TCN), sứ giả từ Trường An là Thái tử xá nhân Hầu Minh (侯明) theo lệnh của Thái tử Lưu Cứ cùng Sử Lương đệ, chọn ở Hàm Đan các Ca vũ nữ để nhập Thái tử cung, hầu cận Hoàng tôn Lưu Tiến. Vương Ông Tu cùng các Ca vũ nữ khác, cộng 5 người, được Giả Trường Nhi hộ tống đến Trường An.
Khoảng năm Thái Thủy (96 TCN - 93 TCN), Vương Ông Tu được Lưu Tiến sủng hạnh. Sang năm Chinh Hòa thứ 2 (91 TCN), Vương Ông Tu sinh hạ Lưu Bệnh Dĩ, con trai trưởng của Lưu Tiến, do đó gọi Hoàng tằng tôn. Vốn Vương Ông Tu nhập Thái tử cung chỉ là Gia nhân tử, do Thái tử cung không có danh phận đặc thù dành cho thiếp thất của Hoàng tôn. Sau khi sinh Lưu Bệnh Dĩ, bà được trở thành Chính phối của Lưu Tiến, đương thời gọi [Vương phu nhân; 王夫人].
Sau vài tháng hạ sinh Lưu Bệnh Dĩ, Thái tử Lưu Cứ cùng Lưu Tiến bị liên lụy Án Vu cổ mà thân bại danh liệt. Vương Ông Tu cùng các nữ quyến của Thái tử cung đều bị xử trảm. Chỉ duy có Lưu Bệnh Dĩ là còn sống. Thi thể của Vương Ông Tu cùng Lưu Tiến được táng ở Quảng Minh.

### Truy tôn
Sau khi Hán Chiêu Đế băng hà, Hoắc Quang lập Xương Ấp vương Lưu Hạ kế vị. Nhưng sau 27 ngày, Lưu Hạ bị phế truất do thiếu khả năng trị vì. Thế là, Hoằng tằng tôn Lưu Bệnh Dĩ, con trai Sử hoàng tôn Lưu Tiến cùng Vương Ông Tu được Hoắc Quang chọn làm người kế vị Chiêu Đế, sử gọi Hán Tuyên Đế.
Năm Nguyên Bình nguyên niên (74 TCN), tháng 7, ngày Canh Thân, Hán Tuyên Đế tức vị. Năm Bổn Thủy nguyên niên (73 TCN), tháng 6, hạ chiếu nói:"Cố Hoàng thái tử táng ở huyện Hồ, không có thụy hiệu, cũng không có bốn mùa hiến tế theo lễ, nay nên nghị định thụy hiệu, thiết trí viên tẩm cùng an bài dân hộ trông coi lăng viên". Quan viên lâu lên nên truy tôn cho Thái tử Lưu Cứ, Sử lương đệ, Sử hoàng tôn cùng Vương phu nhân. Tấu viết:
| “                                                | 《礼》‘为人后者，为之子也’，故降其父母不得祭，尊祖之义也。陛下为孝昭帝后，承祖宗之祀，制礼不逾闲。谨行视孝昭帝所为故皇太子起位在湖，史良娣冢在博望苑北，亲史皇孙位在广明郭北。谥法曰‘谥者，行之迹也’，愚以为亲谥宜曰悼，母曰悼后，比诸侯王国，置奉邑三百家。故皇太子谥曰戾，置奉邑二百家。史良娣曰戾夫人，置守冢三十家。园置长丞，周卫奉守如法。 . Kinh Lễ nói:"Vi nhân hậu giả, vi chi tử dã". Cho nên thân sinh phụ mẫu nếu đã bị hàng vị, thì không nên tự tôn hiệu cùng hưởng tế, đây là cựu lệ của tổ tông. Nay bệ hạ là người thừa tự của Hiếu Chiêu Đế-Hậu, kế thừa tổ tông đại tế, càng không thể vượt quá quy định của tổ tông. Muốn kính cẩn hành sự, nên y theo Hiếu Chiêu hoàng đế định: Cố Thái tử lập mộ ở huyện Hồ, mộ của Sử lương đệ lập ở phía bắc Bác Vọng uyển, lăng mộ của Sử hoàng tôn ở phía Bắc của Quảng Minh. Thụy pháp viết:"Thụy giả, hành chi tích dã". Thần xin nghị truy tôn thụy hiệu cho Sử hoàng tôn là Điệu, Vương phu nhân tức là Điệu hậu, đối chiếu quy cách của Chư hầu Vương để thành lập viên tẩm, phối trí thái ấp cung phụng 300 hộ. Cố Hoàng thái tử thụy là Lệ, phối trí thái ấp cung phụng là 200 hộ. Sử lương đệ thụy là Lệ phu nhân, bố trí thái ấp cung phụng cho mộ là 30 hộ. Viên tẩm từng vị nên thiết trí Trưởng thừa, Chu vệ phòng thủ đều như chế pháp đã định. | ” |
| — Lời tấu nghị truy tặng cho gia đình Lệ Thái tử | |   |

Năm Địa Tiết thứ 2 (68 TCN), Hán Tuyên Đế tìm được nhà bà ngoại Vương Ẩu. Hai anh của Điệu hậu là Vương Vô Cố, Vương Vũ đều tùy sứ giả mà diện kiến trước điện. Khi đó Vương Ẩu đi xe bò đến, nên bá tánh gọi là Ngưu Ẩu. Mới đầu, Hán Tuyên Đế vừa kế vị đã phái người đi tìm nhà bà ngoại, do nhiều năm đã qua, nên manh mối cứ thật giả lẫn lộn. Khi chính xác tìm được, Tuyên Đế phái Thái trung đại phu Nhậm Tuyên (任宣) cùng Thừa tướng thuộc lại đến nhà dò hỏi, xem xét thực hư. Sau khi Nhậm Tuyên xác định sự thật, Hán Tuyên Đế ban thưởng Vương Vô Cố, Vương Vũ làm Quan nội hầu, cùng một số tiền tài khác. Không lâu sau, Vương Ẩu được phong làm Bác Bình quân (博平君), lấy hai huyện Bác Bình và Lễ Ngô làm Canh mộc ấp, cộng 12.000 hộ. Vương Vô Cố được phong làm Bình Xương hầu (平昌侯), Vương Vũ làm Nhạc Xương hầu (樂昌侯), thực ấp 6.000 hộ. Khi ấy, cha của Điệu hậu là Vương Ti Thủy đã mất (70 TCN), được truy tặng làm Tư Thành hầu (思成侯), chiếu lệnh Trác quận tu sửa phòng ốc chỗ ở cũ, thành lập viên ấp 400 hộ, phái Trưởng thừa ấn quy định mà phụng thủ. Sau khi Bác Bình quân qua đời, truy tặng Tư Thành phu nhân (思成夫人), di chuyển hợp táng với Tư Thành hầu ở Cố Thành của Quảng Minh, thiết trí viên ấp Trưởng thừa, hủy bỏ Tư Thành viên tại quận Trác. Vương thị phong Hầu hai người, con của Vương Vô Cố là Vương Tiếp (王接) làm đến Đại tư mã Đại tướng quân, con của Vương Vũ là Vương Thương (王商) làm Thừa tướng.
Năm Nguyên Khang nguyên niên (65 TCN), Thừa tướng Ngụy Tương dâng tấu sớ nói:"Kinh Lễ viết:'Phụ vi sĩ, tử vi thiên tử, tế dĩ thiên tử'. Điệu viên nên thượng tôn làm Hoàng khảo, lập Miếu, ở trong lăng viên thành lập tẩm điện, dùng lễ nghi Thiên tử mà cúng bái. Gia tăng hộ cung phụng thành 1.800 hộ, thiết trí Phụng Minh huyện. Tôn Lệ phu nhân làm Lệ hậu, thiết trí lăng viên cùng thái ấp cung phụng lên 300 hộ".